# Bagad Bro Felger
Le Bagad Bro Felger est un ensemble de musique traditionnelle bretonne issu du pays de Fougères, en Ille-et-Vilaine, créé à l'automne 2002 à Fougères. Membre de la fédération Bodadeg ar Sonerion, il concourt actuellement en seconde catégorie du championnat national des bagadoù et est présent dans de nombreux festivals en France.

## Historique

### Les origines du bagad
Avec la présence du Bagad Raoul II depuis 1954 et la création du Bagad de l'Hermine dans les années 1980, la ville de Fougères a toujours vécu au rythme de ses bagadoù.

### Création du groupe
Nommé Bagad Felger de 2002 à 2004, le Bagad Bro Felger (bagad du pays de Fougères) a été formé lors de l'automne 2002 par une dizaine de sonneurs du pays de Fougères. Les buts de l'association sont : « enseignement, diffusion et pratique de la musique de bagad (bretonne ou autre) dans les divers pupitres : cornemuse, bombarde, batterie, percussions et participation du groupe ainsi constitué à divers concours et manifestations » (déclaration du 28 novembre 2002 en sous-préfecture de Fougères).
Le groupe est fondé par plusieurs musiciens de l'AFAP (association pour la formation et l'animation populaire) et d'anciens sonneurs de la Kevrenn Vire - Saint-Lô, vers la fin de l'année 2002. La première compétition a eu lieu à Montfort-sur-Meu en avril 2003, pour le concours départemental de cinquième catégorie. Il terminera à la troisième place.
Malgré la présence de plusieurs autres groupes similaires sur la ville de Fougères, il est le seul groupe adhérent et actif au niveau de la fédération Bodadeg ar Sonerion dans le pays de Fougères[réf. nécessaire][non neutre]

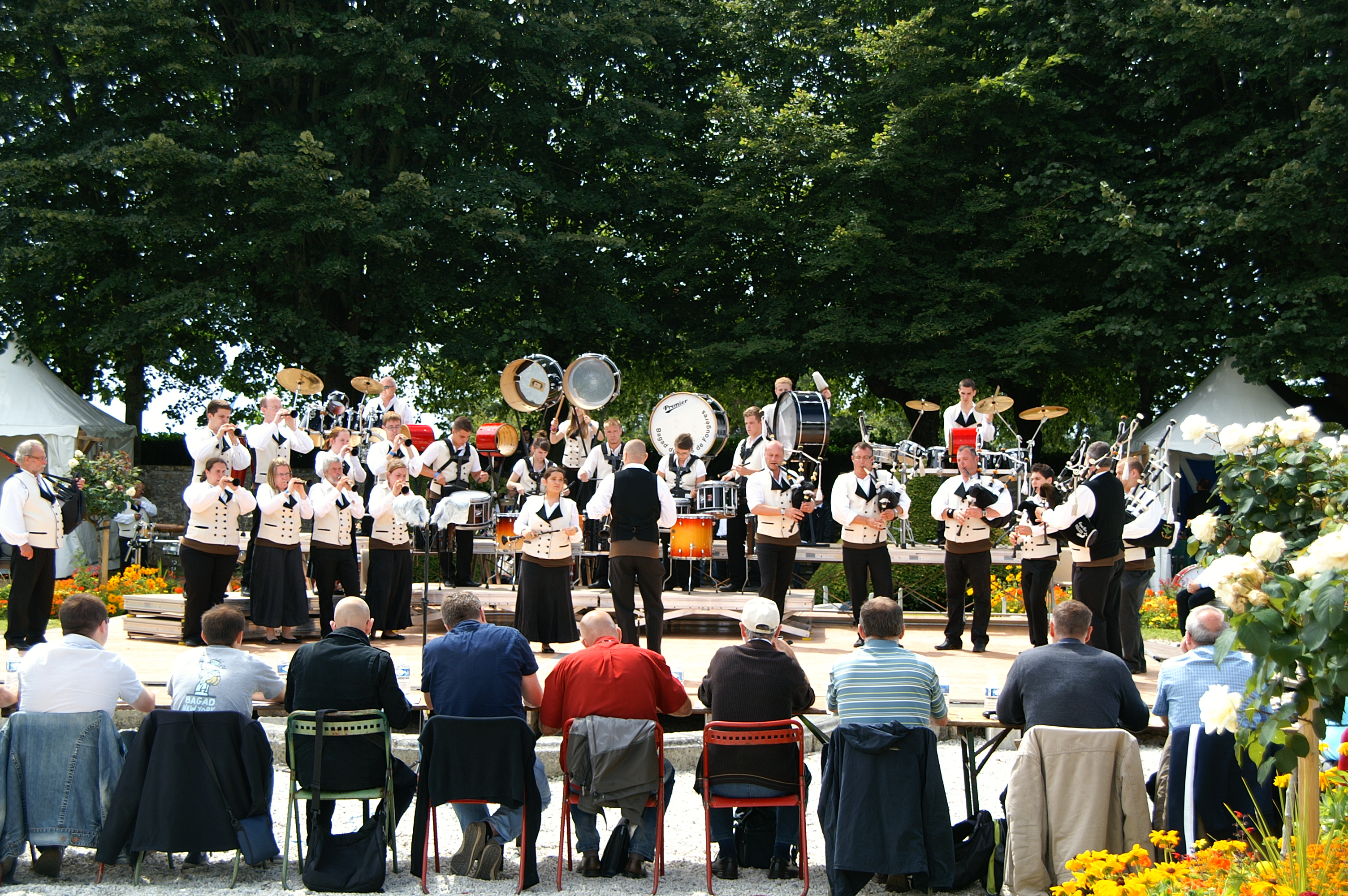
Le bagad en concours au Festival interceltique de Lorient en 2012

Le Bagad Bro Felger passe en quatrième catégorie après moins d'un an d'existence. Avec l'aide de Bodadeg ar Sonerion, l'association commence à former de jeunes musiciens voulant pratiquer la cornemuse, la bombarde, la caisse claire écossaise ou les percussions. Il passe en troisième catégorie fin 2005, après deux années en championnat en quatrième catégorie. Le bagad passe alors les trois années suivantes dans la seconde partie de tableau de troisième catégorie.

### L'apprentissage du haut niveau

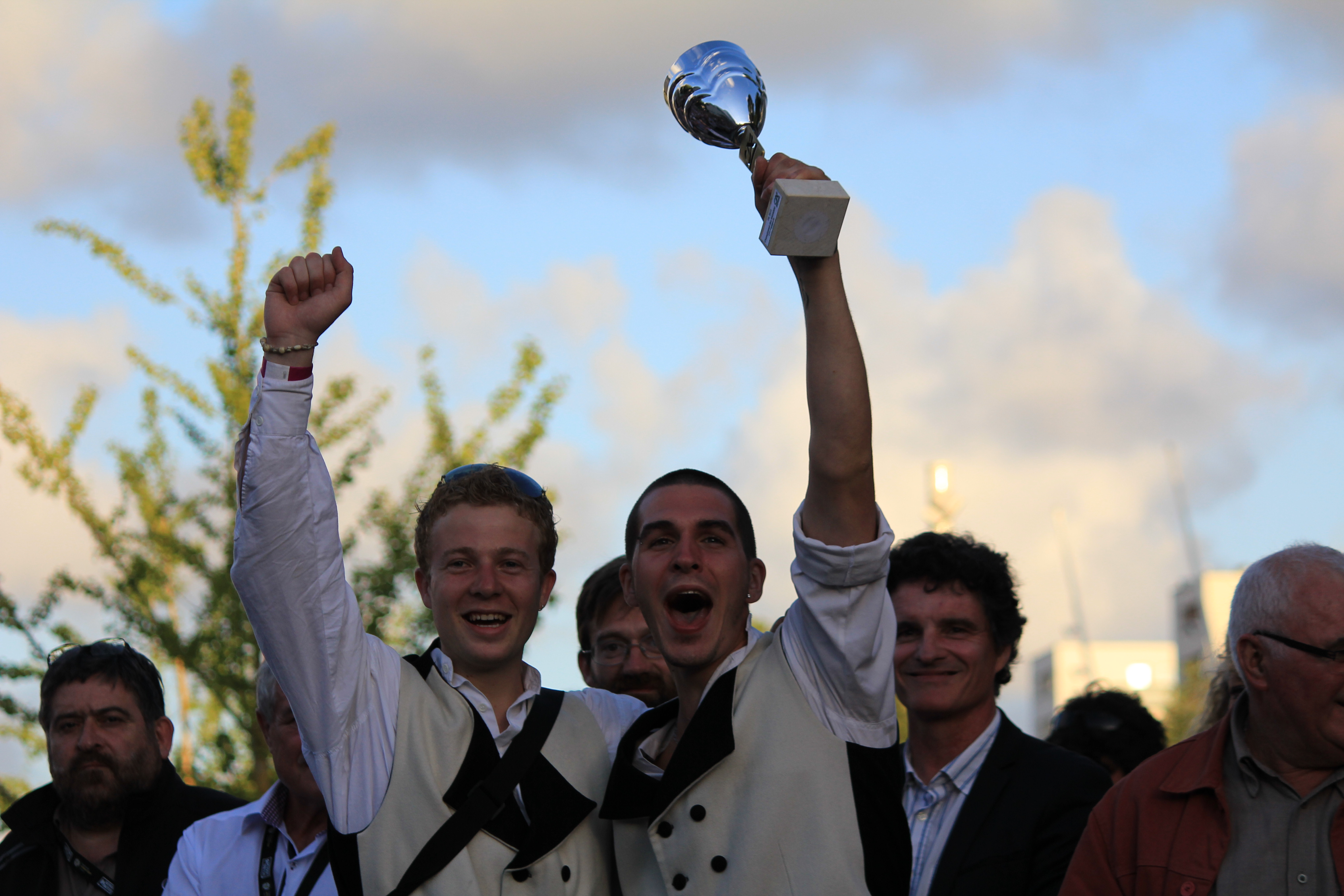
9e place au concours à Lorient en 2013

En septembre 2007, le bagad est invité à participer à la Breizh Parade à l'occasion de la Breizh Touch, où il défile sur les Champs-Élysées en compagnie d'autres groupes d'Ille-et-Vilaine.
De 2009 à 2010, le bagad est classé en première partie de tableau de la troisième catégorie, en compagnie de groupes de seconde catégorie lors du Festival interceltique de Lorient en 2009. Il est classé à la sixième position du championnat national des bagadoù de troisième catégorie de 2009 à 2010. La progression du Bagad Bro Felger se poursuit en 2011 par l'obtention d'une quatrième place à la 62e édition du championnat national des bagadoù de troisième catégorie et par la montée du groupe en seconde catégorie.
En 2012 et 2013, le groupe obtient la 9e place de seconde catégorie, et confirme ainsi sa place à ce niveau du championnat.
L'association compte aujourd'hui environ soixante-dix membres.

### Entre concerts et festivals

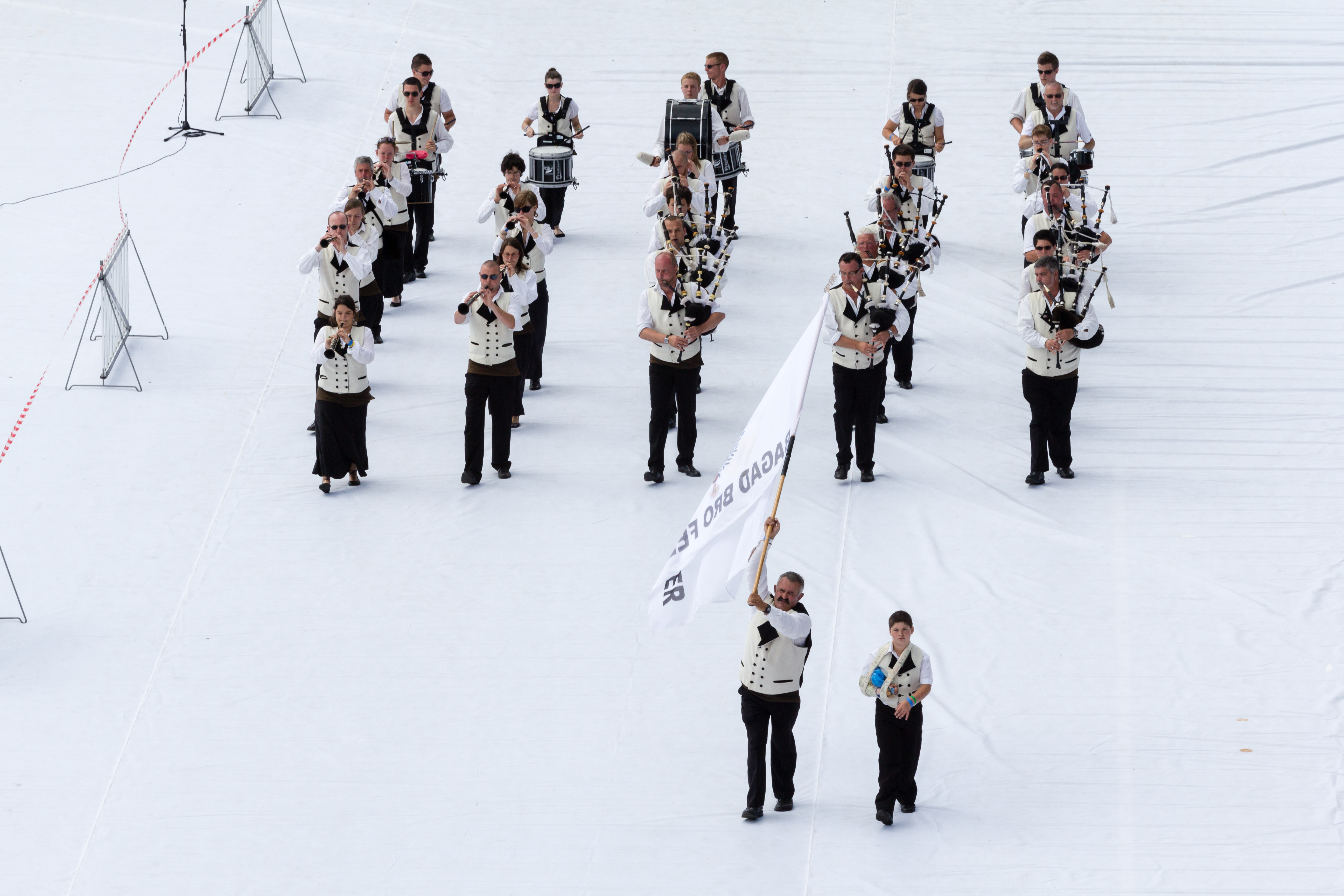
Le bagad Bro Felger à l'arrivée de la grande parade du Festival interceltique de Lorient en 2012

Outre les concours et la formation, le Bagad Bro Felger participe aussi à de nombreux concerts et festivals. On peut noter les concerts de Carlos Núñez à Tatihou (août 2011), de Tri Yann à Fougères (décembre 2011) et celui où se sont rencontrés Dan Ar Braz et Carlos Núñez en mars 2012 à Fougères, à l'occasion de la Saint Patrick.
Le bagad a également été invité à plusieurs reprises lors du festival interceltique de Lorient (2004 à 2006, 2009, 2010 et 2012) et du festival de Cornouaille (2007, 2008 et 2011), ou plus loin en France comme lors du premier Hausgauen Tattoo (2010) et au festival Euroceltes (2012). Il participe aussi au festival Folklores du monde en 2006 et 2014.
En 2013, lors de sa participation au festival Het Lindeboom, le bagad monte également sur scène avec Gilles Servat. Le 3 mai 2014, une partie des musiciens du groupe, invités par le Bagad de Cesson-Sévigné, participent à l'animation du Stade de France à l'occasion de la finale de la Coupe de France opposant le Stade rennais à l'En Avant de Guingamp.

## Identité visuelle

### Logotype

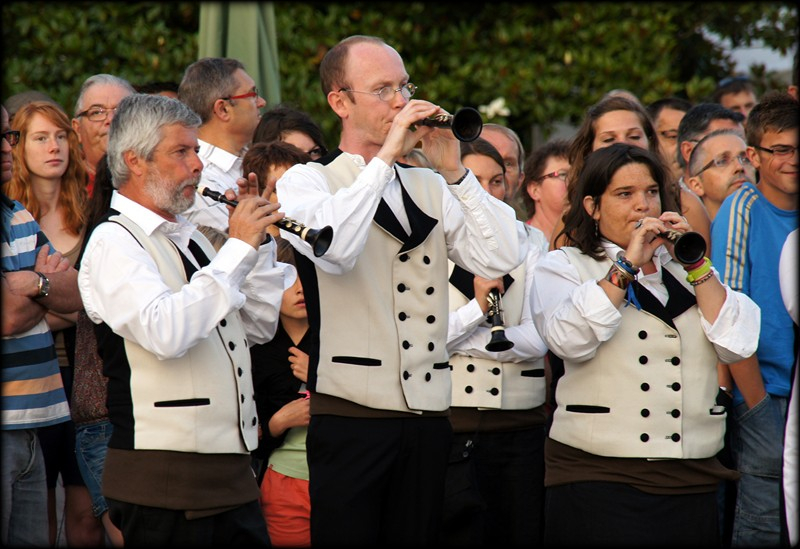
Prestation du Bagad Bro Felger à Fougères, le 10 juillet 2013.

L'association se dote d'un logo dès 2004 pour accompagner le nouveau nom du groupe. Ce logo est formé de feuilles de fougères encadrées de deux hermines, le nom du groupe étant réparti autour. Les couleurs choisies pour ce logo sont le vert, le jaune et le noir; couleurs traditionnelles des armoiries de la ville de Fougères.
En 2010, et malgré une rénovation du logo en 2006, la direction de l'association décide de créer un nouveau logo reprenant les thèmes principaux du précédent. L'hermine et la feuille de fougère sont ainsi mêlées pour créer une entité visuellement reconnaissable, tandis que la traduction française du nom du groupe est ajoutée. Une déclinaison simplifiée délaisse le cadre et cette inscription en français.

Logo initiale (révision de 2006)
Logo depuis 2010

### Costume
La sobriété du costume fougerais est fortement liée à la culture locale, loin du faste d'autres costumes traditionnels bretons. Les campagnes de Haute-Bretagne étant historiquement des territoires pauvres, les costumes y sont constitués de simples gilets dans les coloris les plus simples.
De 2002 à 2010, le costume de Bagad Bro Felger a ainsi été constitué d'un gilet de toile beige et d'une ceinture. Depuis l'été 2010, le groupe porte un nouveau gilet ajoutant à la couleur beige : dos, boutons, rabats et surpiqures de poches noirs. Le groupe utilise une dominante de couleur claire.

## Fonctionnement

### Structure associative
L'association Bagad Bro Felger est une association loi 1901, déclarée en novembre 2002 à la sous-préfecture de Fougères. La présidence de l'association a été assurée de 2002 à 2009 par Gwendal Clérivet, puis jusqu'en 2013 par Meriadeg Chauviré. L'actuel président est Gurvan Cineux. Le conseil d'administration comprend entre huit et dix membres selon les années et l'association compte en 2013 près de soixante-dix membres.
L'association est adhérente de la fédération Bodadeg ar Sonerion et de la fédération d'Ille-et-Vilaine, Bodadeg ar Sonerion bro Roazhon, toutes deux organisatrices de concours (championnat national des bagadoù, championnat départemental des bagadoù, championnat des sonneurs par couples, championnat des batteurs solistes) et de la formation.

### Groupes

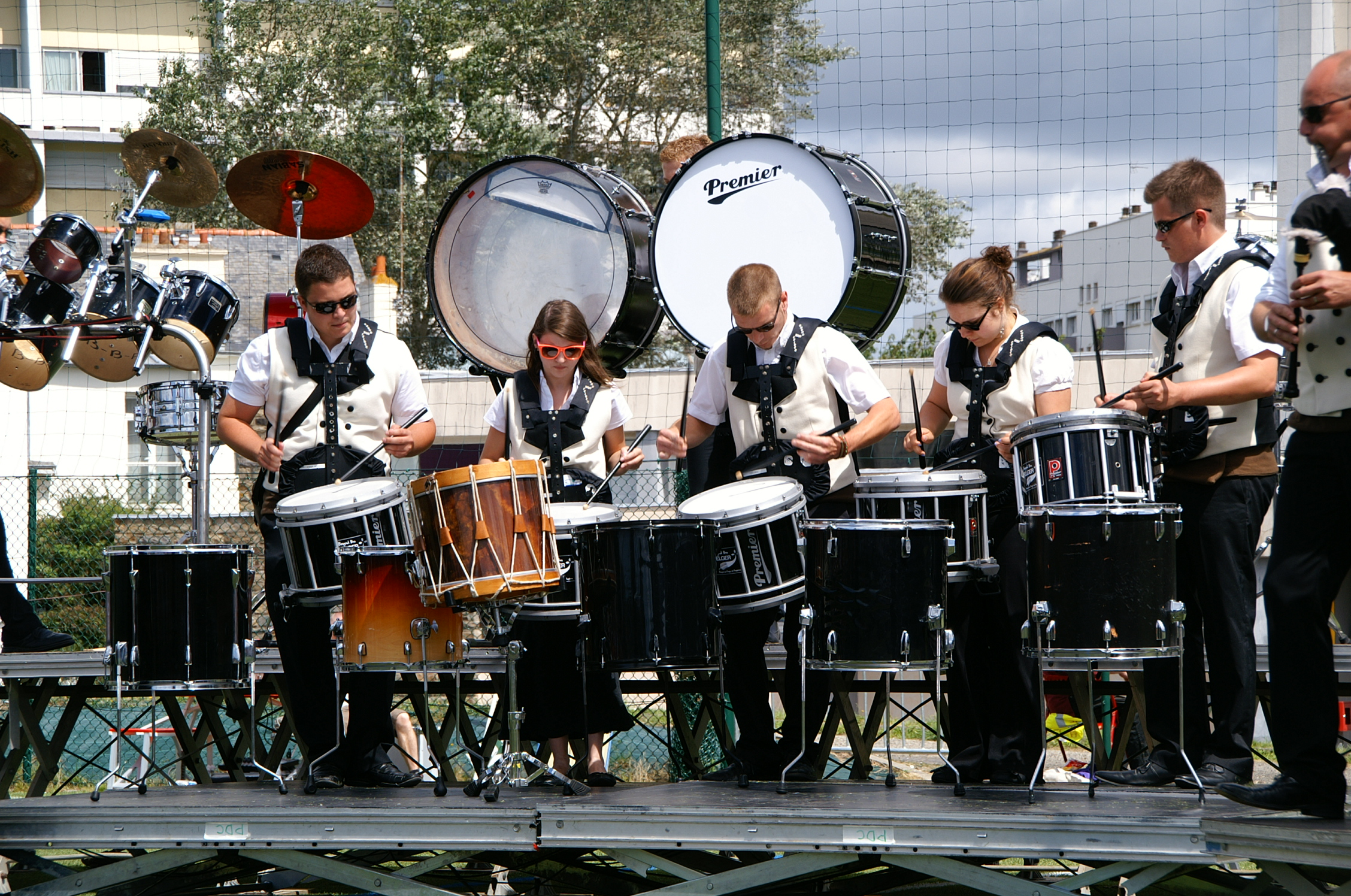
Le pupitre caisse-claires lors du concours 2de catégorie le 3 août 2013

Le bagad est le groupe principal de l'association. Il participe notamment chaque année au championnat national des bagadoù ainsi qu'à de nombreuses représentations et festivals en France. Chacun des quatre pupitres instrumentaux est dirigé par un responsable, sous la houlette du directeur musical, Julien Le Tas.
Le bagadig est quant à lui composé des élèves en formation et a pour vocation d'initier à la pratique collective. Il participe quand l'effectif le permet au concours départemental de 5e catégorie.

### Formation
Le groupe forme des musiciens depuis la fin de l'année 2003 avec l'aide des deux fédérations régionale et départementale, elles-mêmes soutenues par le conseil régional de Bretagne et par le conseil général d'Ille-et-Vilaine. À l'issue de leur formation, les stagiaires rejoindront le bagad.
Durant l'année scolaire 2013-2014, la formation est assurée conjointement par des bénévoles de l'association et par quatre professeurs salariés par la fédération Bodadeg ar Sonerion.

## Résultats

### Solistes et pupitres
Les musiciens du groupe participent régulièrement à des concours solistes, ou en pupitre. 

#### Palmarès aux concours
- 2010 : Bombardes en fête, 2e place bombarde[21]
- 2013 : Bombardes en fête
- 2013 : championnat de Bretagne des batteurs solistes[22].

### Auchampionnat national des bagadoù
Le groupe principal participe chaque année au championnat des bagadoù. Il a été classé en seconde catégorie après moins de dix années d'existence.

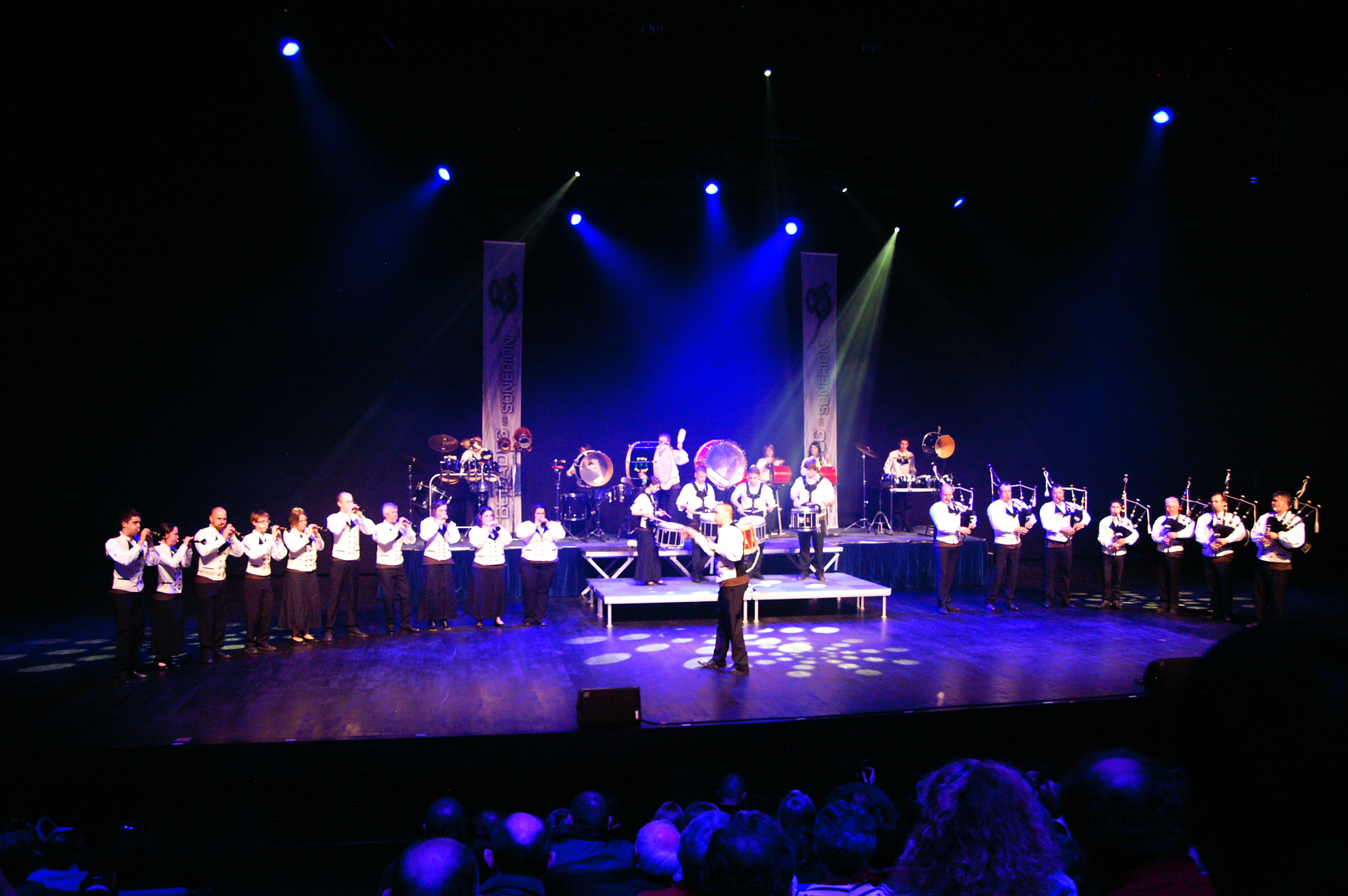
Le bagad lors du concours de 3e catégorie à Saint-Brieuc en 2011

- 2003 : 6e de 5e catégorie, accession à la 4e catégorie.
- 2004 : 4e de 4e catégorie.
- 2005 : 4e de 4e catégorie, accession à la 3e catégorie.
- 2006 : 8e des catégories 3eB et 4e.
- 2007 : 3e des catégories 3eB et 4e.
- 2008 : 1er des catégories 3eB et 4e.
- 2009 : 6e de 3e catégorie.
- 2010 : 6e de 3e catégorie[23].
- 2011 : 4e de 3e catégorie[24], accession à la 2de catégorie.
- 2012 : 9e de 2de catégorie[9].
- 2013 : 9e de 2de catégorie[10].
- 2014 : 10e de 2de catégorie.
- 2015 : 10e de 2de catégorie.
- 2016 : 12e de 2de catégorie, descente en 3e catégorie.
- 2017 : 4e de 3e catégorie.
- 2018 : 5e de 3e catégorie.

## Discographie
- 2015 : Pour réjouir la compagnie

1. Son ar briadelezh (7:29)
2. La délaissée (9:46)
3. Suite de l'Aven (10:00)
4. Pour réjouir la compagnie (10:05)